# NGC 5837
NGC 5837 is een balkspiraalstelsel in het sterrenbeeld Ossenhoeder. Het hemelobject werd op 19 juni 1887 ontdekt door de Amerikaanse astronoom Lewis A. Swift.

## Synoniemen
- UGC 9686
- MCG 2-38-36
- ZWG 76.144
- IRAS 15022+1249
- PGC 53817